# Douglas DC-7

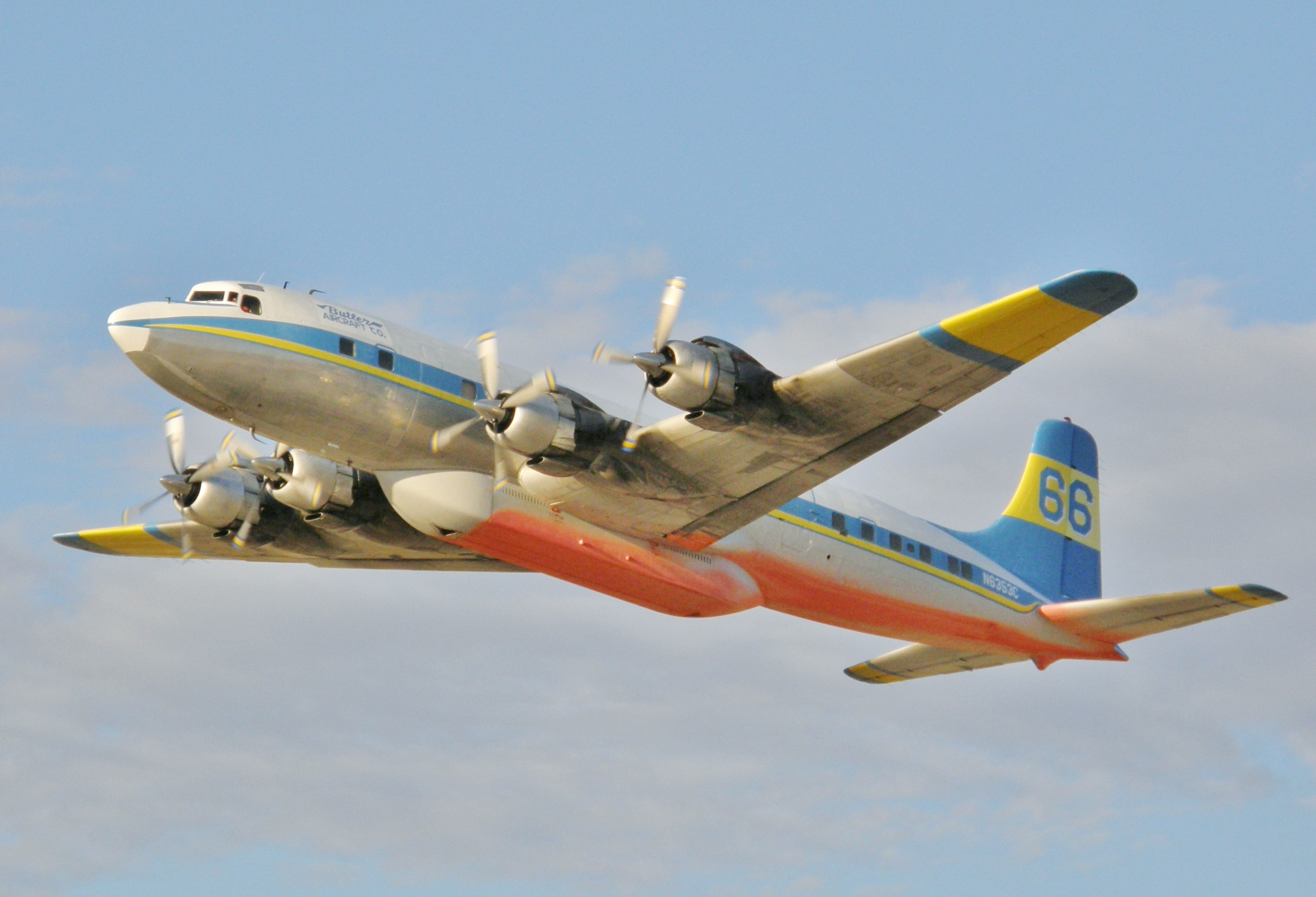
Een Douglas DC-7 van Butler Aircraft

De DC-7 is een viermotorig verkeersvliegtuig dat werd ontwikkeld en gebouwd door de Amerikaanse vliegtuigfabriek Douglas Aircraft Company te Santa Monica. Het werd geproduceerd van 1953 tot 1958. Het was het laatste propeller-aangedreven vliegtuig met zuigermotoren dat door Douglas werd gebouwd. Zijn opvolger, de Douglas DC-8, had straalmotoren. In totaal werden er 338 van gebouwd; heden ten dage  zijn er daarvan nog ongeveer 40 luchtwaardig.

## Geschiedenis
Pan American World Airways was de maatschappij die in 1945 vroeg om een civiele versie van het C-74 Globemaster militaire transportvliegtuig. De order werd al snel ingetrokken en het project voor de ontwikkeling van een DC-7 stierf een stille dood. 
Toen American Airlines jaren later vroeg om een lange-afstandsversie van de DC-6 voor zijn transcontinentale diensten werd de projectnaam DC-7 gerecycleerd, maar niet meer gebaseerd op de C-74. In die tijd was de Lockheed Constellation het enige toestel dat een non-stopvlucht van de Amerikaanse oostkust naar de westkust of omgekeerd kon maken. Douglas aarzelde om het toestel te ontwikkelen, totdat American Airlines een niet-intrekbare opdracht plaatste voor 25 toestellen voor een prijs van 40 miljoen dollar, genoeg om de ontwikkelingskosten te dekken.
Het prototype, afgeleid van de DC-6 met de gevraagde grotere actieradius, vloog in mei 1953 en American Airlines ontving het eerste toestel in november van datzelfde jaar. Het werd onmiddellijk ingezet op een van-kust-naar-kust lijndienst, hetgeen Americans rivaal Trans World Airlines noopte om hetzelfde te doen met haar Super Constellations. Beide typen toestellen leden echter aan dezelfde kwaal: onbetrouwbare motoren, hetgeen ertoe leidde dat menig transcontinentale vlucht ergens halverwege afgebroken moest worden.
De eerste DC-7's werden alleen aan Amerikaanse luchtvaartmaatschappijen verkocht. Europese luchtvaartmaatschappijen hadden weinig profijt van de relatief kleine vergroting van de actieradius ten opzichte van de DC-6. Daarom ontwikkelde Douglas in 1956 een 'extended range' variant, de DC-7C. Door de vleugel aan de basis met drie meter te verlengen werd een grotere brandstoftank mogelijk. De weerstand werd verminderd en het lawaai in de cabine werd minder omdat de motoren verder van de romp af kwamen te staan. De romp, die ten opzichte van de DC-6 met een meter naar achteren was verlengd, werd in de 7C-versie nogmaals met een meter verlengd, ditmaal naar voren.
Pan American World Airways gebruikte de DC-7C voor zijn eerste non-stop-lijndienst tussen New York en Londen. Dit noopte concurrent BOAC ertoe om hetzelfde toestel aan te schaffen in plaats van te wachten op het gereedkomen van het Britse model Bristol Britannia.
De DC-7C werd daarnaast door diverse andere Europese luchtvaartmaatschappijen aangeschaft, waaronder Scandinavian Airlines, die het toestel gebruikte voor haar lijndiensten over de Noordpool naar Noord-Amerika en Azië. De verkopen van de DC-7C zakten enige jaren daarna echter volkomen in met de introductie van de Boeing 707 en de DC-8.
Vanaf 1959 bouwde Douglas DC-7A- en DC-7C-toestellen om naar DC-7F-vrachtvliegtuigen, hetgeen de levensduur van de toestellen met vele jaren verlengde nadat ze waren afgedankt als passagierstoestellen.
Tegenwoordig  worden nog enkele DC-7's in het westen van de Verenigde Staten gebruikt als blusvliegtuig bij het bestrijden van bosbranden, en enkele andere zijn nog steeds in dienst als vrachtvliegtuig. Door zijn motorproblemen heeft de DC-7 echter niet de lange levensduur van de DC-6 kunnen evenaren. In totaal zijn er 714 mensen overleden door een crash van een DC-7.

## Maatschappijen
Maatschappijen die ooit met de DC-7 hebben gevlogen zijn onder andere: Alitalia, American Airlines, BOAC, Braniff Airways, Caledonian Airways, Delta Air Lines, Eastern Air Lines, Emirates, Japan Airlines, KLM, National Airlines, Northwest Orient, Martinair , Panair do Brasil, Pan American World Airways, Pan American-Grace (Panagra), Sabena, SAS, Swissair, THY Türk Hava Yolları, Thomas Cook en United Airlines.

## Specificaties DC-7C
| Lengte         | 34,20 m                                                                         |
| Spanwijdte     | 38,86 m                                                                         |
| Hoogte         | 9,70 m                                                                          |
| Aandrijving    | 4 × Wright R-3350-18EA1 Turbo-Compound radiale zuigermotoren, 3400 pk (2535 kW) |
| Kruissnelheid  | 570 km/h                                                                        |
| Topsnelheid    | 653 km/h                                                                        |
| Vliegbereik    | 7410 km (DC-7A) 9070 km (DC-7C)                                                 |
| Bemanning      | 3 of 4 personen                                                                 |
| Passagiers     | 99 - 105 personen                                                               |
| Vliegplafond   | 7600 m                                                                          |
| Klimsnelheid   | 5,3 m/s                                                                         |
| Leeggewicht    | 33.000 kg                                                                       |
| Startgewicht   | 65.000 kg                                                                       |
| Eerste vlucht  | 18 mei 1953                                                                     |
| Aantal gebouwd | 338 (1953-1958)                                                                 |